# Jammu và Kashmir (bang)
Jammu and Kashmir (thường được rút ngắn thành 'J&K') là một bang miền Bắc Ấn Độ, với phần lớn lãnh thổ nằm trong dãy Himalaya. Bang này tiếp giáp với Himachal Pradesh và Punjab về phía nam. Jammu và Kashmir có biên giới quốc tế với Trung Quốc về phía bắc và đông, Đường Kiểm soát phân tách nó với các lãnh thổ Azad Kashmir và Gilgit-Baltistan do Pakistan kiểm soát về phía tây và tây bắc. Bang có quyền tự quản đặc biệt theo Điều 370 trong hiến pháp Ấn Độ.
Là một phần của hoàng quốc Jammu và Kashmir trước kia, đây hiện là một nơi tranh chấp lãnh thổ giữa Trung Quốc, Ấn Độ và Pakistan. Những huyện miền tây của hoàng quốc, gọi là Azad Kashmir và các lãnh thổ miền bắc tên Gilgit-Baltistan đã nằm dưới quyền kiểm soát của Pakistan từ năm 1947. Vùng Aksai Chin ở phía đông, giáp với Tây Tạng, đã do Trung Quốc kiểm soát từ năm 1962.
Jammu và Kashmir bao gồm ba vùng: Jammu, thung lũng Kashmir và Ladakh. Srinagar là thủ phủ mùa hè, còn Jammu là thủ phủ mùa đông. Jammu và Kashmir là bang duy nhất của Ấn Độ mà tín đồ Hồi giáo chiếm đa số. Thung lũng Kashmir nổi tiếng bởi khung cảnh núi non xinh đẹp, trong khi những ngôn đền tại Jammu lại thu hút hàng chục nghìn người hành hương Ấn Độ giáo mỗi năm. Ladakh, còn có biệt danh "Tiểu Tây Tạng", nổi danh vì cảnh quang hoang sơ và văn hóa Phật giáo.